# アドバンス・オート・パーツ
アドバンス・オート・パーツ社（Advance Auto Parts, Inc.）は、米国における自動車アフターマーケットの大手部品メーカーである。

## 解説
ノースカロライナ州ローリーに本社を置き、プロの自動車整備士と自動車DIY（Do it yourself）を行う顧客の両方にサービスを提供している。
2019年現在、アドバンス・オート・パーツ社は、米国とカナダで4,912店舗、また、ワールドパック社という支店を150店舗運営している。同時に、米国、メキシコ、バハマ、タークス・カイコス諸島、英領バージン諸島で、独立経営であるカークエストという店舗も1,250店展開している。
2022年4月現在、アドバンスは米国とカナダで4,687店舗と311のワールドパック支店を運営している。同社はまた、米国、メキシコ、バハマ、タークス・カイコス諸島、英領ヴァージン諸島で1,318もの独立経営のCarquestブランドの店舗を展開している。

## 歴史
1932年4月、アーサー・タウブマンはペップ・ボーイズ社からアドバンス・ストアを買収し、バージニア州ロアノークに2店舗、リンチバーグに1店舗を構えた。2003年、アドバンス社はフォーチュン500の466位にランクインした。
2005年1月、アドバンス社はフォーブス誌の小売部門で「アメリカで最も優れた企業」に選ばれた2018年7月には、はフォーブスの「世界最大の上場企業」リストで1,412位にランクされている。2019年のフォーチュン500リストでは326位にランクされた。